# Gronant
Gronant är en by i Flintshire i Wales. Byn är belägen 207 km 
från Cardiff. Orten har 1 031 invånare (2016). Byn nämndes i Domedagsboken (Domesday Book) år 1086, och kallades då Gronant.